# Belga (sigarettenmerk)

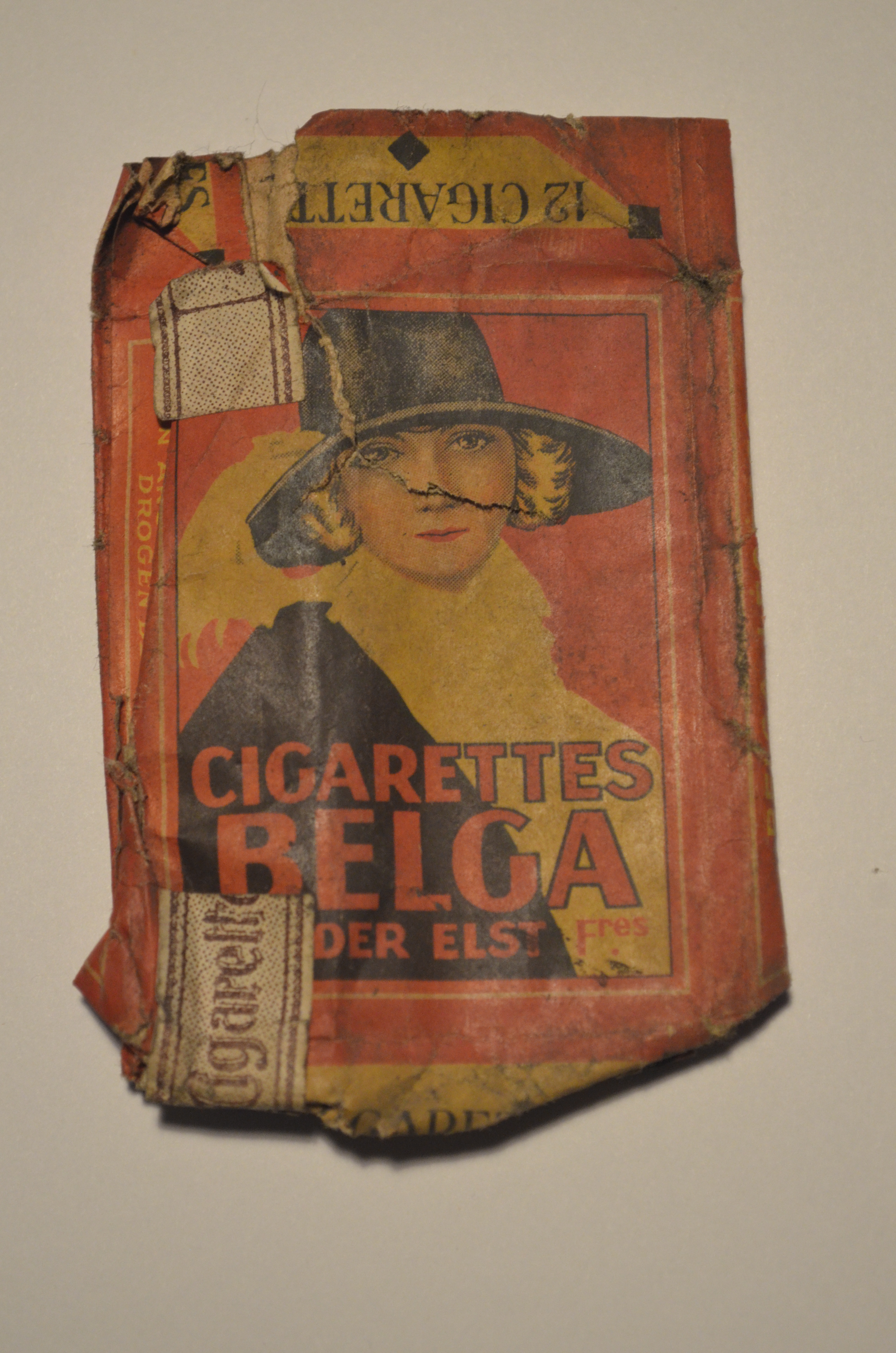
Ontwerp van Leo Marfurt.

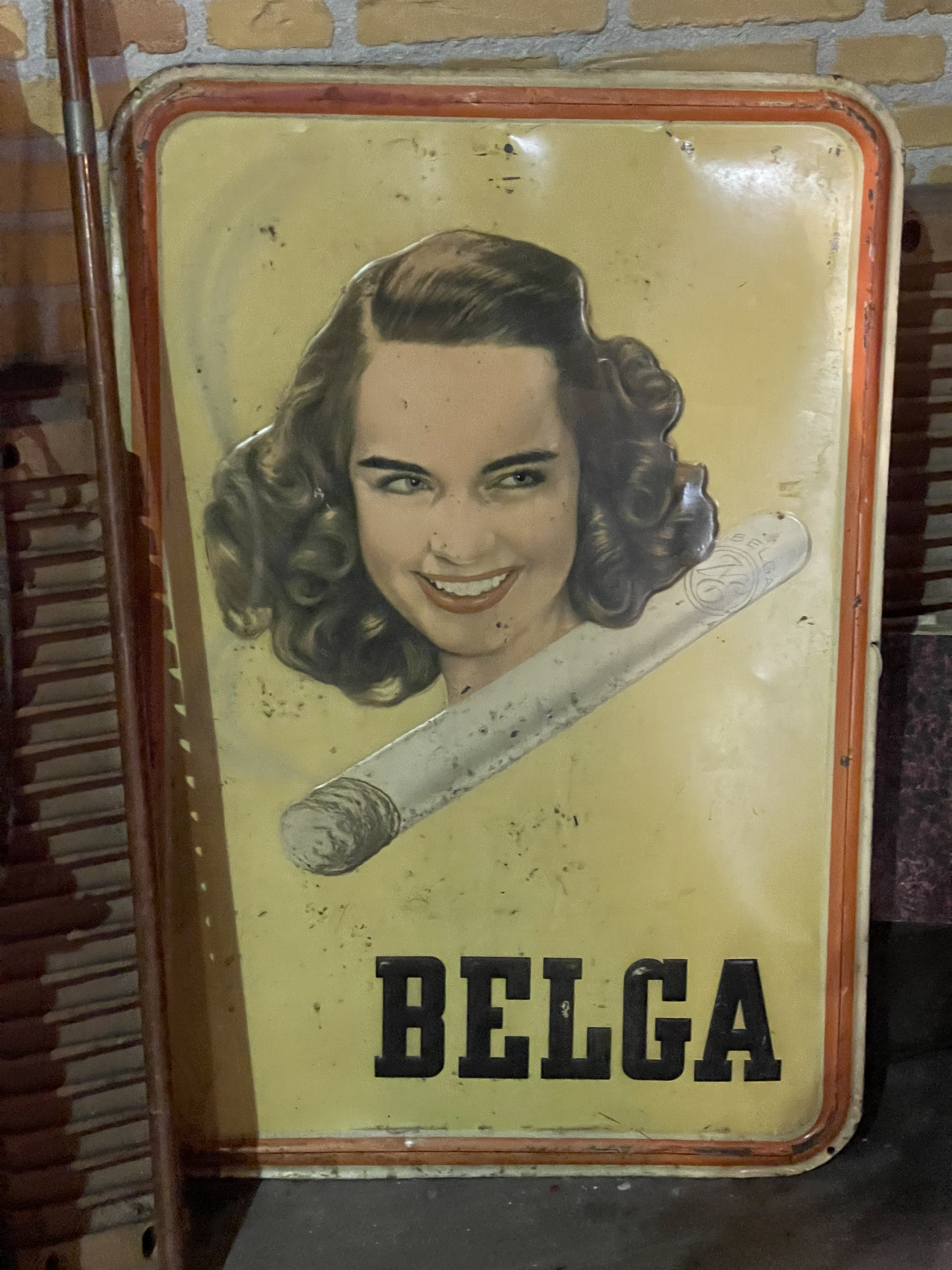
Belga-reclame

Belga is een voormalig Belgisch sigarettenmerk dat in 1923 werd gelanceerd door de tabaksleveranciers Alphonse en François Vander Elst. Tegenwoordig is het merk eigendom van de multinational British American Tobacco.
De broers Alphonse en François Vander Elst wilden na de Eerste Wereldoorlog een merk lanceren waar de Belgen trots op konden zijn. Het nieuwe merk werd genoemd naar de toenmalige munteenheid Belga, precies de prijs van een pakje. Daarnaast werd het merk getooid in de nationale driekleur om zo het patriottische gevoel van de burgers aan te wakkeren. Al snel groeide Belga uit tot het populairste merk van België. In 1941 werd Belga een tijdlang uit de handel genomen door de Duitse bezetter vanwege dit patriottische karakter.
Het merk was bekend vanwege het iconische beeld, ontworpen door Leo Marfurt, van een dame met gele sjaal en zwarte hoed met gele veer tegen rode achtergrond op de sigarettenpakjes. De Antwerpse Paula (Colfs-)Bollaert stond hiervoor model. Reclameaffiches toonden steevast een rokende vrouw: de Amerikaanse illustrator Lawrence Sterne Stevens maakte in 1930 een bekend affiche met de beeltenis van Netta Duchâteau als een flapper.
In 1990 verdween het dameshoofdje van het pakje, om in 2005 in gewijzigde vorm terug te keren.
In 2004 werd de sigarettenfabriek Tabacofina-Vander Elst in Merksem gesloten en verhuisde de productie naar Nederland. 
In juni 2014 werd aangekondigd dat het merk van de markt werd gehaald en vervangen door Lucky Strike.